# 薛野䐗
薛野䐗，定籍代郡，北魏人物。
其先祖的薛干部，在三城（今陕西省延安市东南）聚居。他是聊城侯薛达头之子，幼年时父母双亡，由家族中的人家抚养长大。长大后，他喜好学问，擅长射箭。魏文成帝初年，被征召入宫，担任羽林郎一职，后转任给事中，掌管百姓户籍相关事务，并获封顺阳子爵位。和平年间，薛野䐗任平南将军、并州刺史，被封为河东公，之后又转任泰州刺史，在任职之地颇有声望。他于六十一岁时去世，朝廷追赠其散骑常侍、大将军、并州刺史之职，谥号为简。他有一子名为薛虎子。